# Колибри Прево
Колибри Прево — вид птиц из рода Колибри-манго. Размер популяции может достигать от 500 000 особей до 4 999 999 особей. Широта ареала — 3,370,000 квадратных км.

## Описание

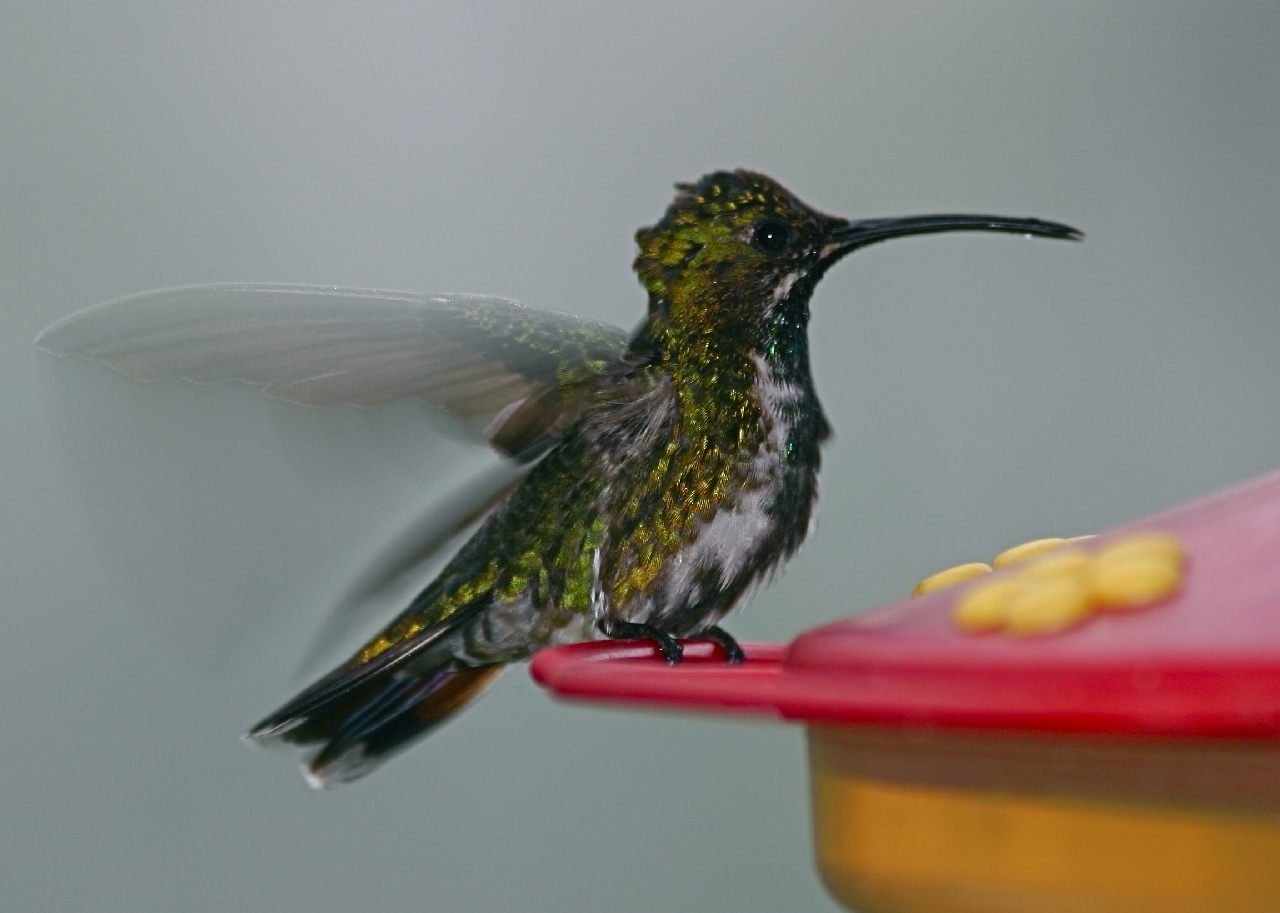
Самка сидит на кормушке

Общая длина этого вида составляет 11,43 см (измеряется от кончика клюва до конца хвоста). У самцов красивая смесь металлически-зелёной верхней части и ярко-зелёной нижней, с более голубоватым центром живота и грудью. Хвост фиолетовый, но с чёрным кончиком. С другой стороны, самки также имеют зелёную верхнюю часть тела, но в основном белые снизу с зеленовато-голубыми полосами. Хвост чёрный, но внешние перья с белым кончиком. Вес птицы — 7 г. В центре нижней части тела широкая вертикальная полоса очень тёмных зеленовато-чёрных перьев, которая была самой широкой на груди. Значительная часть радужных перьев, составляющих верхнюю часть полосы, была тёмно-сине-зелёной. Эта полоса окаймлена широкими белыми полосами (или, в основном, тёмной полосой на белом низе), которые по бокам были окаймлены зелёными боками одного цвета со спиной. По краю горла и груди, узкой полосой, есть немного ржавого оперения. Голова в основном без отметин зелёного цвета, чуть светлее за глазом; тем не менее, нет ни полоски для глаз, ни других явных признаков, кроме необычного ржавого цвета сбоку зева. Клюв был длинный (24,9 мм), черноватым и очень отчётливо изогнутым. У основания клюва были заметные гофры, типичные для неполовозрелых колибри. Хвост длинный (36 мм), слегка закруглённый, и тёмный. Проксимальный конец каждого пера радужно-фиолетовый, переходящий в радужно-сине-черный дистально. При сложенном хвосте пурпурного цвета не видно. Также у птицы есть маленькие белые кончики на внешних прямоугольниках. Крылья  тёмные, но не заметно чёрные. Самцы во время ухаживания поют гудящую песню. У них также есть пронзительный зов «цип». Типичная диета колибри, в основном, нектар, но насекомые также составляют часть рациона. Внешние рулевые перья имеют цвет от оранжево-красного до пурпурного или тёмно-фиолетового с чёрным кончиком. У самок и молодых самцов наружные рулевые перья имеют широкую полосу пурпурного и переливающегося тёмно-синего цвета с узкими белыми кончиками на внешних 3–4 хвостовых перьях. Самки весят меньше чем самцы — 6,8 г. Неполовозрелые птицы имеют бронзово-зелёное верхнее оперение и в основном белое нижнее оперение с тёмной центральной полосой, которая меняет цвет с чёрного на подбородке на сине-зелёный на горле. У молодых особей также есть характерное чёрное пятно на брюшке с белой каймой. У них есть несколько серых или желтовато-коричневых краёв перьев на голове и крыльях, а также пятна от коричного до ржаво-коричневого цвета по краям белой полосы на груди и животе. У молодых самок наружные рулевые перья имеют менее обширный пурпурный цвет, чем у взрослых самок или молодых самцов.

## Биология
Колибри Прево — птица из тропической Америки. Обычно они встречаются у побережья центральной и южной Мексики и в Центральной Америке, но популяции также встречаются в нескольких местах на севере Южной Америки. Они были неизвестны в Соединённых Штатах до тех пор, пока в 1988 году в южном Техасе не была идентифицирована птица. Хотя в Соединённых Штатах они всё ещё были очень редки, с тех пор их находили несколько раз, в основном в южном Техасе и несколько во Флориде, также с единичными наблюдениями в Северной Каролине, Висконсине и Джорджии.
Постоянные популяции присутствуют на большей части восточной части его ареала, особенно в Центральной Америке и вокруг полуострова Юкатан. Этим летом птицы на центральном побережье Мексиканского залива мигрируют, перемещаясь на зиму на восток или на юг, к побережью Тихого океана. 
Колибри Прево в основном встречаются в открытых лесах и саваннах, а также вокруг тропических лиственных лесов, как правило, на более низких высотах до 3000 футов (914 м). Они также приспособились к растительности в пригородах.

### Размножение
Колибри ведут одиночный образ жизни во всех аспектах жизни, кроме размножения; и единственное участие самца в репродуктивном процессе - это фактическое спаривание с самкой. Они не живут и не мигрируют стаями; и у этого вида нет парной связи. Самцы ухаживают за самками, летая перед ними в форме буквы U. Самец отделится от самки сразу после совокупления. Один самец может спариваться с несколькими самками. По всей вероятности, самка также будет спариваться с несколькими самцами. Самцы не участвуют в выборе места для гнезда, строительстве гнезда и воспитании птенцов. Самка Колибри Прево отвечает за строительство крошечного чашеобразного гнезда из сплетённых вместе растительных волокон и зелёного мха снаружи для маскировки в защищённом месте в кустарнике, кустарнике или дереве. Колибри могут воспользоваться искусственными материалами. Самка выстилает гнездо мягкими растительными волокнами, шерстью животных и перьевым пухом, а также укрепляет конструкцию паутиной и другим липким материалом, придавая ему эластичность, позволяющую растягиваться и увеличиваться вдвое по мере роста птенцов и необходимости в большем пространстве. Гнездо обычно располагается на невысокой тонкой горизонтальной ветке. Средняя кладка состоит из двух белых яиц, которые она насиживает в одиночку в течение примерно 16–17 дней, в то время как самец защищает свою территорию и цветы, которыми он питается. Молодые рождаются слепыми, неподвижными и без пуха. Только самка защищает и кормит птенцов отрыгнутой пищей (в основном частично переваренными насекомыми, поскольку нектар является недостаточным источником белка для растущих птенцов). Самка проталкивает пищу птенцам своим длинным клювом прямо в желудок. Как и в случае с другими видами колибри, птенцов высиживают только первую или две недели, и примерно через 12 дней их оставляют одних даже в более прохладные ночи - вероятно, из-за небольшого размера гнезда. Птенцы покидают гнездо в возрасте около 24 дней. Их гнёзда были обнаружены на деревьях, кишащих жалящими муравьями Pseudomyrmex. Не исключено, что эти колибри намеренно выбирают такие деревья для гнездования, чтобы отпугивать хищников.

## Подвиды и их ареал
Международный союз орнитологов выделяет четыре подвида:
- Anthracothorax prevostii prevostii (Lesson, 1832) — Номинативный подвид. Восточная и южная Мексика на юг до Гватемалы, Белиза и, возможно, Сальвадора.
- Anthracothorax prevostii gracilirostris (Ridgway, 1910) — Сальвадор и Гондурас на юг до центральной части Коста-Рики.
- Anthracothorax prevostii hendersoni (Cory, 1887) — Острова Сан-Андрес и Провиденсия в западной части Карибского моря недалеко от Никарагуа.
- Anthracothorax prevostii viridicordatus (Cory, 1913) — Крайний северо-восток Колумбии (полуостров Гуахира) и прибрежный склон северной Венесуэлы.

Anthracothorax prevostii iridescens (Gould, 1861), обитающий в долине Верхняя Каука в западной Колумбии и вдоль прибрежного склона на юго-западе Эквадора и на крайнем северо-западе Перу, некоторые относят к колибри Прево, а Международный союз орнитологов относит к другому виду.